# Tom Thumb
Die Tom Thumb war als Experimentalmaschine die erste Dampflokomotive aus US-amerikanischer Produktion. Sie war das Ergebnis erster Versuche mit importierten englischen Lokomotiven, die oft nicht den in den USA geforderten Kurvenradien entsprachen. Die Lokomotive wurde mit Anthrazitkohle befeuert.
Am 28. Dezember 1827 war der Grundstein für die Baltimore and Ohio Railroad (BO, B&O) gelegt worden. Wie vielfach in aller Welt wurden die Passagier- und Frachtwagen von Pferden gezogen. Man hatte zwar erkannt, dass Schienenfahrzeuge ein schnelleres, sicheres, reibungsloseres und für die Fahrgäste angenehmeres Fortkommen ermöglichten, doch vertrauten die Verantwortlichen den langsam aufkommenden Dampflokomotiven noch nicht. Zudem waren erste Versuche mit aus England eingeführten Lokomotiven gescheitert, da diese für die Gleiskörper der leichter gebauten Pferdebahnen zu schwer waren. Auch war es mit den Importmaschinen nicht möglich gewesen, die engen Kurvenradien zu fahren, die den Pferdewagen möglich waren. Ein Neubau der Strecke schied aus und damit blieb es erst einmal beim Alten.
Der eisenbahntechnische Autodidakt Peter Cooper setzte sich in Amerika jedoch mit seinen Vorstellungen durch, dass die Zukunft des Transportwesens durch die Eisenbahn bestimmt sein würde. Er untersuchte die Schwierigkeiten mit den englischen Importlokomotiven und dem Schienenweg der Baltimore & Ohio. Sein Ergebnis war eine kleinere und leichtere Lokomotive, welche in seinem Canton-Eisenwerk bei Baltimore gefertigt wurde. Erst Jahre später erhielt das Fahrzeug den Namen Tom Thumb (nach einer englischen Version des Märchens vom Däumling).
Am 24. Mai 1830 wurde der fahrplanmäßige Pferdebahnbetrieb auf dem durch die Baltimore & Ohio gerade fertiggestellten Schienenstrang von Baltimore nach Ellicotts Mills, heute Ellicotts City/Maryland, aufgenommen. Rund 21 Kilometer zog sich diese Strecke durchs Land. Sie bot Cooper eine passende Gelegenheit, den Beweis für die höhere Leistungsfähigkeit seiner Maschine gegenüber dem Pferd in aller Öffentlichkeit anzutreten.

## Das improvisierte Wettrennen
Eine Dampffahrt auf den zwei parallel verlegten Gleisen der Pferdebahn nach Ellicotts Mills wurde vorbereitet und der 28. August 1830 als Termin durch die Bahngesellschaft festgelegt. John Hazlehurst Boneval Latrobe, Autor, Erfinder und Rechtsanwalt der B&O, war an diesem Tag mit rund 40 Passagieren in einem offenen Wagen, welcher an der Lokomotive hing, mit dabei. Cooper persönlich steuerte seine Experimentalmaschine. John Latrobe berichtete unter anderem:

„Das bemerkenswerteste war die Reise selbst. Kurven wurden ohne Schwierigkeiten mit einer Geschwindigkeit von fünfzehn Meilen pro Stunde [rund 24 km/h] genommen; Höhen mit vergleichbarer Mühelosigkeit erklommen. Es war ein gelungener Tag: Die Reisegesellschaft befand sich in höchster Verzückung und einige aufgeregte Herren dieser Partie schrieben bei einer Höchstgeschwindigkeit von achtzehn Meilen pro Stunde [rund 29 km/h] ihre Namen und einige zusammenhängende Sätze in Protokollbücher, um zu prüfen, ob es möglich wäre, dies bei einer solch hohen Geschwindigkeit zu tun. Die Rückfahrt von den Mühlen – eine Distanz von dreizehn Meilen [rund 21 Kilometer] – dauerte siebenundfünfzig Minuten.“

Unterwegs forderte der Kutscher eines Pferdebahnwagens Peter Cooper mit seiner Maschine zu einer Wettfahrt heraus, welche angenommen wurde. Mit Leichtigkeit zog die Tom Thumb an dem Pferd vorbei, bis aufgrund technischer Schwierigkeiten letztendlich der Kutscher das Rennen gewann. Trotzdem hatte dieser Tag den Führungsstab der Baltimore & Ohio davon überzeugt, dass die Lokomotive ein wesentlich höheres Leistungspotential besaß als das Pferd. Daher fanden die Entscheidungsträger zu dem Standpunkt, der Dampfeisenbahn aus wirtschaftlichen Überlegungen die Bresche zu schlagen. In kurzer Zeit wurde es der Gesellschaft möglich, sich gegenüber Gegnern durchzusetzen.

Zeichnung von Peter Coopers “Tom Thumb” Lokomotive

Alle Pferde der Baltimore & Ohio wurden am 31. Juli 1831 ausgemustert und durch Dampflokomotiven ersetzt.

## Ende und Nachbau
Kurz nach der Einführung des Bahnbetriebes, 1835, gab die B&O in Baltimore ihre frühesten Aktien heraus. Darauf fand sich unter anderem in einer feinen Abbildung die Tom Thumb, welche den Ruhm dieser Gesellschaft begründet hatte.
Da die Tom Thumb als Experimentallokomotive nicht für den Dienstbetrieb gebaut worden war, beendete das Rennen ihre kurze, erfolgreiche Karriere. Sie blieb der Nachwelt nicht erhalten. Im Jahre 1892 wurde ein hölzernes Modell dieser Lokomotive gefertigt. Von diesem Modell wiederum entstand 1926 für eine Eisenbahnausstellung der heute im Baltimore and Ohio Railroad Museum stehende 1:1-Nachbau, welcher jedoch in vielen wichtigen Punkten vom Original deutlich abweicht.